# Califórnia (Paraná)
Califórnia é um município brasileiro do estado do Paraná. Localiza-se a uma latitude 23º39'00" sul e a uma longitude 51º21'18" oeste, estando a uma altitude de 800 metros. Sua população, conforme estimativas do IBGE de 2018, era de 9 933 habitantes. Possui uma área de 137,77 km².

## História
A fundação de Califórnia deve-se ao engenheiro civil Alberto Le Veillie Du Plessis, cidadão francês, que auxiliado pelo topógrafo Menotti Bolinelli, fizeram a medição da terra.
O começo do povoado se deu em 1942, com pessoas vindas de Minas Gerais, sendo que as primeiras casas foram construídas onde hoje passa a BR-376, no trecho denominado avenida Ponta Grossa. Em 1949 o povoado foi elevado a categoria de distrito de Araruva (atual Marilândia do Sul).
Pela lei nº 253 de 26 de novembro de 1954, foi elevado a categoria de município, sendo instalado oficialmente em 17 de dezembro de 1955.
Seu fundador Alberto Le Veillie Du Plessis, que deu a denominação de Califórnia a este município, por achar seu clima e aspectos naturais semelhante ao estado norte-americano de mesmo nome.

## Geografia
Área
A área do município é de 134 quilômetros quadrados ou 5620 alqueires, e os principais acidentes geográficos são o rio Taquara e o rio Jacucaca.
Clima
O clima do município é quente e pouco úmido no verão e na primavera, e ameno e agradável no inverno e no outono. As temperaturas situam-se nas faixas:
- Máxima:36 °C no verão
- Mínima: 1 °C no inverno

## Pontos turísticos
- Igreja Matriz São Francisco de Assis (conhecida por ter uma das maiores torres do Paraná)
- Portal turístico da saída para Curitiba
- Portal turístico da saída para Apucarana
- Calçadão
- Praça da Independência (praça da igreja)

## Filhos ilustres
- Orlando Pessuti - político do Estado do Paraná.
- Fabiano da dupla César Menotti & Fabiano.
- Dailza Damas, nadadora, sendo a primeira brasileira a atravessar a nado o Canal da Mancha.
- João Lopes, cantor e autor da canção "Bicho do Paraná".